# Pauline Gedge
Pauline Gedge (Új-Zéland, Auckland, 1945. december 15. –) kanadai írónő. Edgertonban, Alberta államban él.
Gyermekkora egy részét az angliai Oxfordshire-ben töltötte, majd családja Virdenben, Manitoba államban telepedett le. Itt járt egyetemre. Regényei nagy része történelmi témájú, az ókori Egyiptomban játszódik, de írt már sci-fit, horrort és fantasy-elemekkel gazdagított művet is. Számos regényét magyarul is kiadták.

## Könyvei
- A hajnal gyermeke (Child of the Morning, 1977)
- The Eagle and the Raven – 1978
- Stargate – 1982
- A tizenkettedik átváltozás (The Twelfth Transforming, 1984)
- Scroll of Saqqara – 1990
- The Covenant – 1992
- Álmok háza (House of Dreams, 1994)
- House of Illusions – 1996
- A Két Föld ura-trilógia (1998–2000):
  - A vízilómocsár (The Hippopotamus Marsh: Lords of the Two Lands, Volume One, 1998)
  - Az oázis (The Oasis: Lords of the Two Lands, Volume Two, 1999)
  - Hórusz útja (The Horus Road: Lords of the Two Lands, Volume Three, 2000)
- A fáraó embere trilógia:
  - A kétszer született (The Twice Born, 2007)
  - A Látó (The Seer of Egypt, 2009)
  - A fáraó embere (The King's Man 2011)

## Magyarul
- A Hajnal gyermeke; ford. Somló Ágnes; Gabo, Bp., 2000
- A két föld ura, 1-3.; ford. Gázsity Míla; Gabo, Bp., 2001 
  - 1. A vízilómocsár; ford. Módos Magdolna
  - 2. Az oázis; ford. Gázsity Míla
  - 3. Hórusz útja; ford. Bori Erzsébet
- A tizenkettedik átváltozás; ford. Somló Ágnes; Gabo, Bp., 2003
- Álmok háza; ford. Módos Magdolna; Gabo, Bp., 2005
- A kétszer született; ford. Czibik Márta; Gabo, Bp., 2008
- A Látó. A kétszer született folytatása; ford. Czibik Márta; Gabo, Bp., 2010
- A fáraó embere. A kétszer született és a Látó folytatása; ford. Czibik Márta; Gabo, Bp., 2011